# Turbonilla louiseae
Turbonilla louiseae är en snäckart som beskrevs av Clarke 1954. Turbonilla louiseae ingår i släktet Turbonilla och familjen Pyramidellidae. Inga underarter finns listade i Catalogue of Life.